# Panciîșînî, Jovkva
Panciîșînî (în ucraineană Панчишини) este un sat în comuna Lavrîkiv din raionul Jovkva, regiunea Liov, Ucraina.

## Demografie
Componența lingvistică a localității Panciîșînî
     Ucraineană (100%)
Conform recensământului din 2001, toată populația localității Panciîșînî era vorbitoare de ucraineană (100%).